# Lista de revoltas camponesas
- Entre 17 e 25 DC - Revolta de Lulin[1] [2] - China;
- Entre 17 e 27 DC - Revolta dos Sobrancelhas Vermelhas[3] [4] [5]  - China;
- Entre 280 e 460 DC Revolta dos Bagaudas - Noroeste da Província romana da Gália, cujos territórios, atualmente, estão situados no noroeste da França[6] [7] [8];
- 996: Revolta Normanda de 996 - Normandia (França)[9] [10] [11] [12];
- 1251 - Primeira Cruzada dos Pastores[13] [14];
- Entre 23 de abril e meados de maio de 1343 - Revolta da Noite de São Jorge - Estônia[15]
- Entre 18 de maio e 10 de junho 1358 - Grande Jacquerie - França[16] [17] [18] [19] [20] [21] [22];
- 1381 - Revolta dos camponeses na Inglaterra em 1381;
- Entre 1402 e 30 de maio de 1434 - Taboritas - Tábor (Boêmia do Sul - República Tcheca);
- Entre 1431 e 1469, Revoltas Irmandinhas, na Galícia (noroeste da Espanha)[23];
- Entre abril de 1437 e fevereiro de 1439 - Revolta dos camponeses da Transilvânia - Romênia;
- 1441 - Rebelião da era Kakitsu - Japão[24];
- Entre abril e julho de 1450 - Rebelião de Jack Cade - Entre Kent e Londres (sudeste da Inglaterra)[25];
- Entre 1450 e 1452 - Revolta Forana - Ilha de Maiorca[26] [27] [28] [29];
- Entre 1462 e 1485 - Guerras Remensas - Catalunha (Espanha)[30] [31] [32];
- 14 de julho de 1476 - Protestos contra a prisão de Hans Böhm - Wurtzburgo - Oeste da Alemanha[33].
- Entre 1493 e 1571 - Movimento Bundschuh - sudoeste da Alemanha (essa denominação abrange diversas rebeliões rapidamente dominadas)[34] [35] [36];
- 1514 - Revolta liderada por György Dózsa - oeste da Romênia, na época controlada pelo Reino da Hungria;
- Entre 1524 e 1525 - Guerra dos Camponeses - Alemanha, Áustria e Alsácia (região no leste da França);
- Em 1542, Guerra de Dacke, em Småland, Suécia[37] [38];
- 1548 - Revolta dos Pitauds -  Angoumois e Saintonge (regiões da França);
- Entre 1589 e 1590 - Revolta dos Gautiers - iniciada em La Chapelle-Gauthier no Departamento de Eure (França);
- Entre 1593 e 1594 - Guerra Rappen - Cantão da Basileia (Suíça);
- Entre 1593 e 1707 - Revolta dos Croquants - sudoeste da França;
- Entre 1596 e 1597 - Guerra Cudgel - Finlândia, na época, parte do Reino da Suécia;
- Entre 1637 e 1638 - Rebelião de Shimabara - Península de Shimabara e Ilhas Amakusa (Japão)
- Em 1639 - "Révolte des Nu-pieds" (Revolta dos Descalços) - Normandia (norte da França);
- Entre 7 de junho de 1640 e 13 de outubro de 1652 - Guerra dos Segadores - Principado da Catalunha (Espanha);
- Em 1662 - "Revolta Lustucru" - Boulonnais (norte da França);
- Entre 1664 e 1670 - Revolta liderada por Bernard d'Audijos - Hagetmau (França);
- Entre 1667 e 1675 - Revolta dos Angelets - Rossilhão (França);
- Entre abril e julho de 1670 - Révolte de Roure - Lachapelle-sous-Aubenas no Departamento de Ardèche (França);
- Entre abril e setembro de 1675 - "Révolte du Papier timbré" (Revolta do Papel Carimbado) - Bretanha (Norte da França);
- Entre 1687 e 1689 - Revolta dos Barretines - Província de Barcelona (Espanha);
- Entre 1773 e 1775 - Rebelião de Pugachev - Império Russo;
- Entre abril e maio de 1775 - Guerra da Farinha - norte, leste e oeste do reino da França;
- Entre 31 de outubro de 1784 e 14 de dezembro de 1784 - Revolta da Transilvânia - Transilvânia (Romênia);
- Entre 1786 e 1787 - Rebelião de Shays - Massachusetts (Estados Unidos da América);
- Entre 15 de julho e meados de agosto de 1789 - Grande Medo - França;
- 10 de setembro de 1792 - Levante camponês em Pontrieux - França;
- 1802 - Bourla-Papey - Cantão de Vaud (Suíça), então dominado pela França;
- 15 de junho de 1848 - Revolta de Ajain - Guéret (Nova Aquitânia - França);
- Entre 1851 e 1864 - Rebelião Taiping - China[39];
- Novembro de 1884 - Revolta de Chichibu - Chichibu (Saitama - Japão);
- Entre 21 de fevereiro e 5 de abril de 1907 - Revolta dos Camponeses Romenos de 1907 - Moldávia e Valáquia, regiões da Romênia[40];
- Entre 1916 e 1922 - Insurreição liderada por Papa Liborio - República Dominicana;